# Anna Avdejeva
Anna Michajlovna Avdejeva (ryska: Анна Михайловна Авдеева), född den 6 april 1985 i Orenburg, är en rysk friidrottare som tävlar i kulstötning.
Avdejeva deltog vid VM 2007 men tog sig inte vidare till finalen. Hennes första final var EM-finalen inomhus 2009 då hon slutade sexa, samma år blev hon femma vid VM i Berlin. Under 2010 slutade hon fyra vid inomhus-VM och trea vid EM i Barcelona. Efter diskvalificeringar på andra friidrottare tilldelades Avdejeva sedermera silver vid inomhus-VM 2010 och guld vid EM 2010.

## Personliga rekord
- Kulstötning - 20,07 meter från 2009